# Vikna
Vikna is een voormalige gemeente in de Noorse provincie Trøndelag. De gemeente telde 4418 inwoners in januari 2017. Per 1 januari 2020 fuseerde Vikna met de gemeente Nærøy tot de nieuwe gemeente Nærøysund.

## Plaatsen in de gemeente
- Austafjord
- Borgan
- Drag
- Hansvika
- Hunnestad
- Lyngsnes
- Neset
- Nordaunet
- Ofstad
- Ryem
- Rørvik
- Storvollen
- Valøya